# Queteletsche Ringe

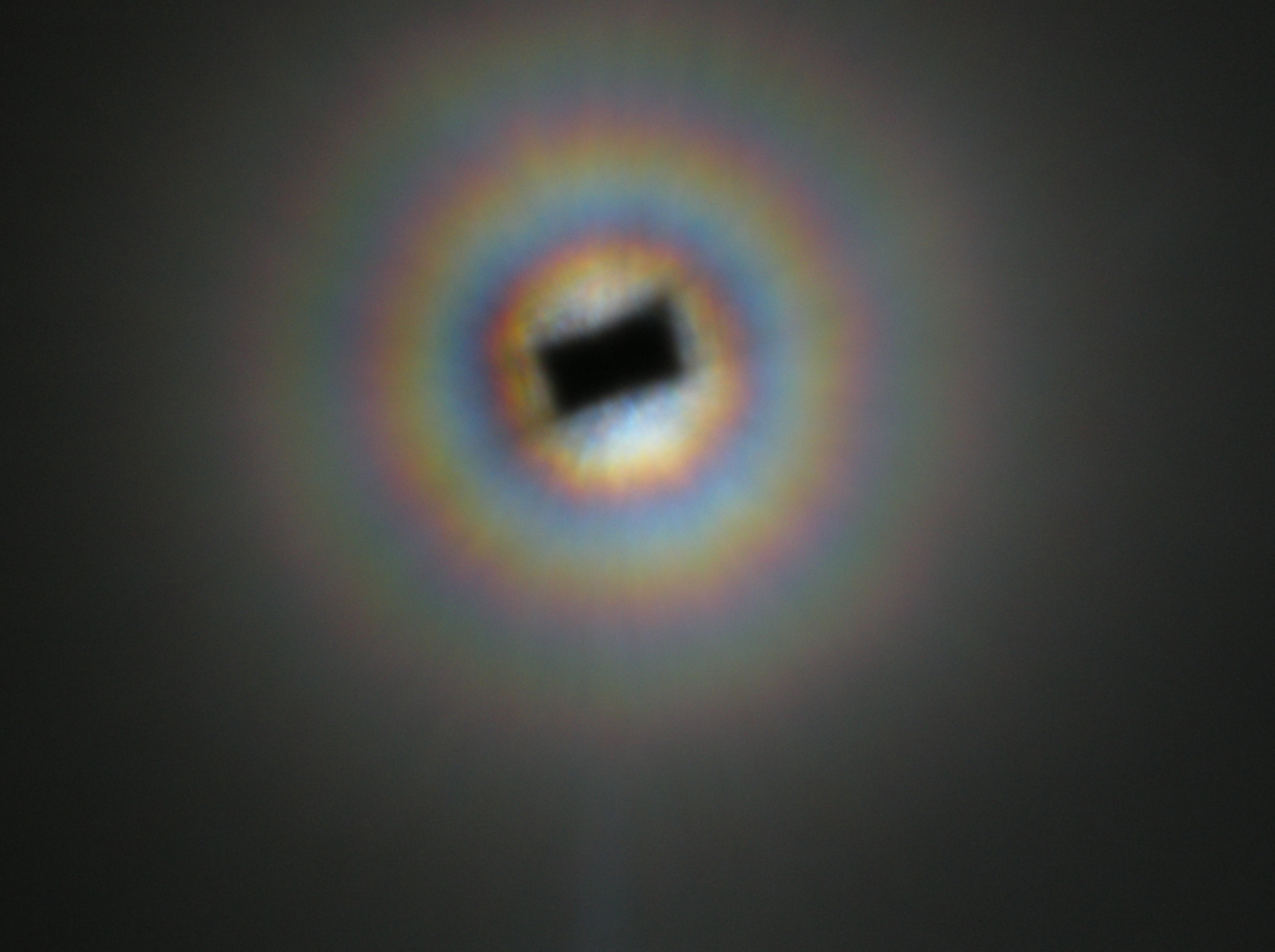
Mithilfe von Bärlappsporen erzeugte Korona um eine Lampe

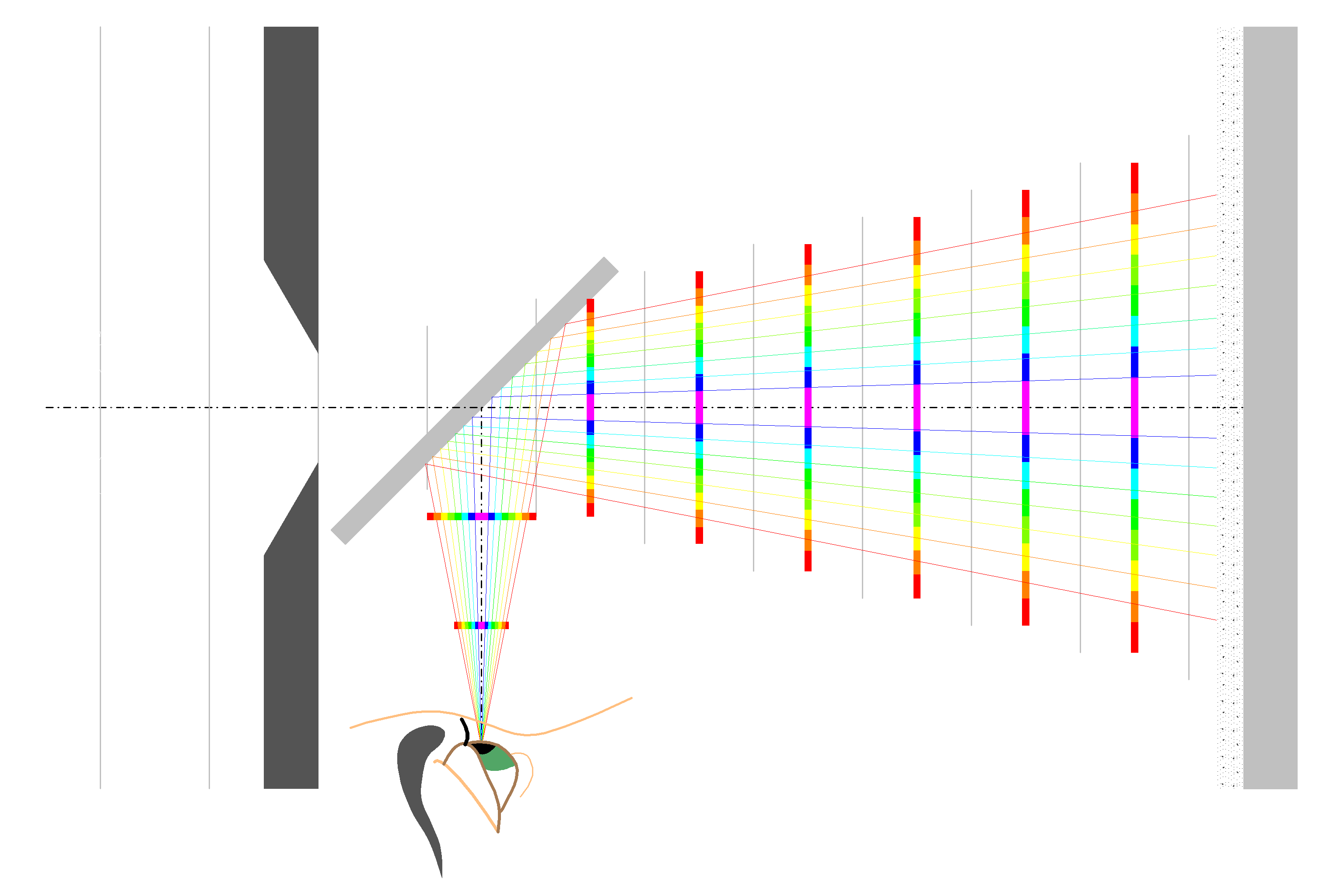
Schemaskizze zur zentrischen Beobachtung von Queteletschen Ringen: die von links durch eine Lochblende einfallende ebene Welle wird von einem Oberflächenspiegel (rechts) reflektiert, und an einer auf dem Spiegel befindlichen Staubschicht wellenlängenabhängig gestreut. Ein Beobachter (unten) sieht die Interferenzringe mit verschiedenen Helligkeiten und Farben zentrisch um die optische Achse in einem geneigten, teildurchlässigen Spiegel (Mitte).

Queteletsche Ringe sind farbige, mehr oder weniger bogenförmige Erscheinungen, die bei der Streuung von Licht an verunreinigten, spiegelnden Oberflächen entstehen. Sie sind nach dem Astronomen Adolphe Quetelet benannt, der ihre Entstehung beobachtet und erklärt hat, werden aber auch nach dem Wissenschaftler William Whewell als Whewellsche Ringe bezeichnet. Gelegentlich findet sich auch die Bezeichnung Newtonsche Staubringe, da Isaac Newton diese Erscheinungen schon Ende des 17. Jahrhunderts entdeckt hatte, ohne sie jedoch deuten oder erklären zu können.
Queteletsche Ringe entstehen bei der gleichzeitigen Reflexion und Streuung von kohärentem Licht, wenn die interferierenden Strahlen abhängig vom Blickwinkel innerhalb der Kohärenzlänge des Lichtes unterschiedliche Wegstrecken durchlaufen, eine winkelabhängige Phasenlage bekommen und sich somit verstärken oder auslöschen. Bei weißen Lichtquellen wird das Licht wegen der wellenlängenabhängigen Beugung zudem in seine Spektralanteile aufgespalten. Je näher sich die Lichtquelle am Beobachter befindet, desto größer wird der Abstand der virtuellen Ringe und desto deutlicher treten sie hervor. Dabei verschieben sich die nur scheinbar auf der reflektierenden Fläche liegenden Linien mit dem sich bewegenden Beobachter.
Auch in der Natur sind solche Ringe unter bestimmten Bedingungen als Koronen in der Atmosphäre zu beobachten.

## Photographien

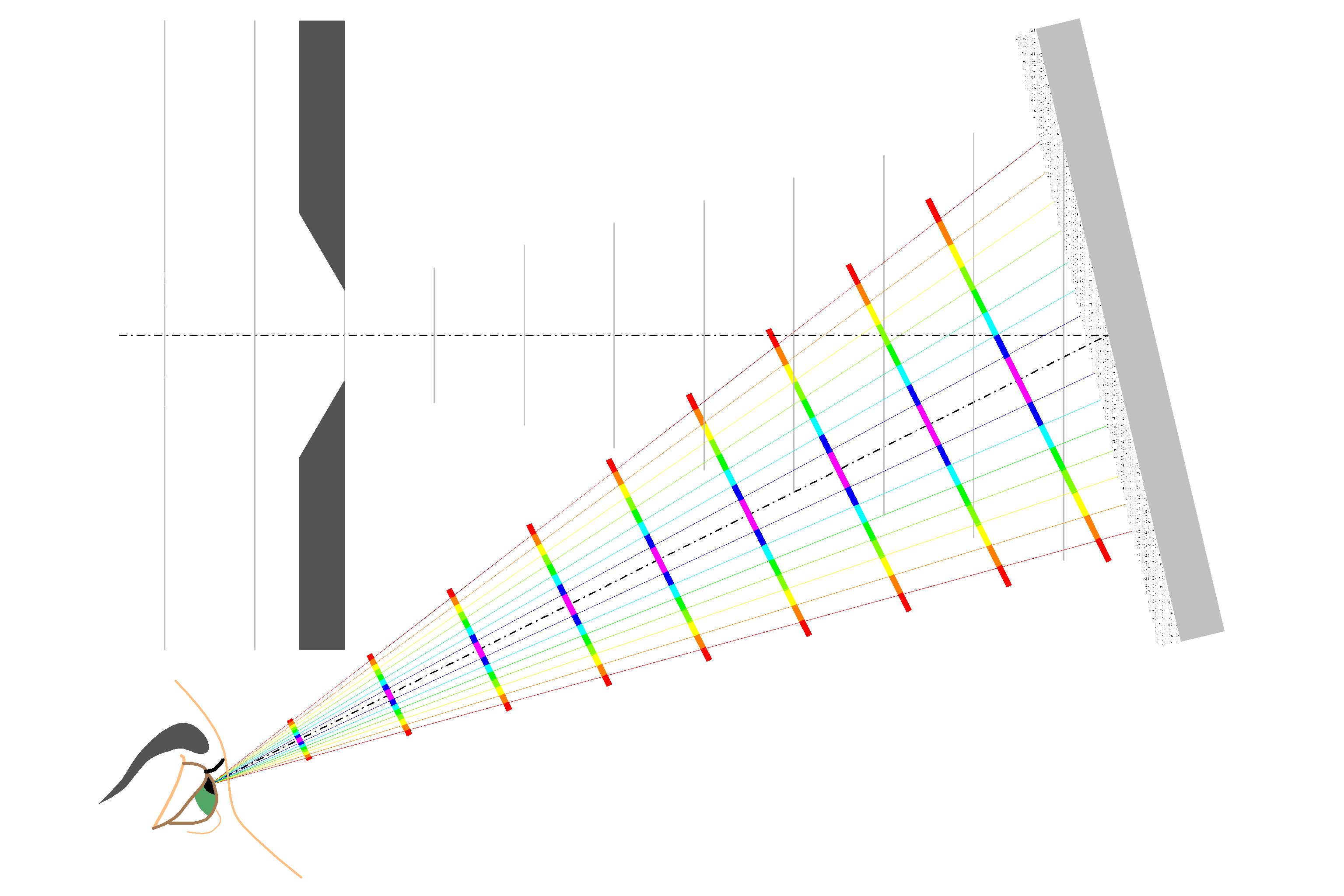
Schemaskizze zur exzentrischen Beobachtung von Queteletschen Ringen (respektive Streifen): die von links durch eine Lochblende einfallende ebene Welle wird von einem Oberflächenspiegel (rechts) reflektiert, und an einer auf dem Spiegel befindlichen Staubschicht wellenlängenabhängig gestreut. Ein Beobachter sieht durch die Interferenz der Strahlen je nach Blickrichtung verschiedene Helligkeiten und Farben

Exzentrische Photographien einer ins Unendliche fokussierten Kamera von Queteletschen Ringen auf einem mit Talkum bestäubten, in fünf Metern Entfernung aufgestellten Spiegel (Durchmesser 50 Zentimeter) bei verschiedenen seitlichen Abständen einer kleinen Glühlampe (in den Bildern als heller weißer Fleck sichtbar):

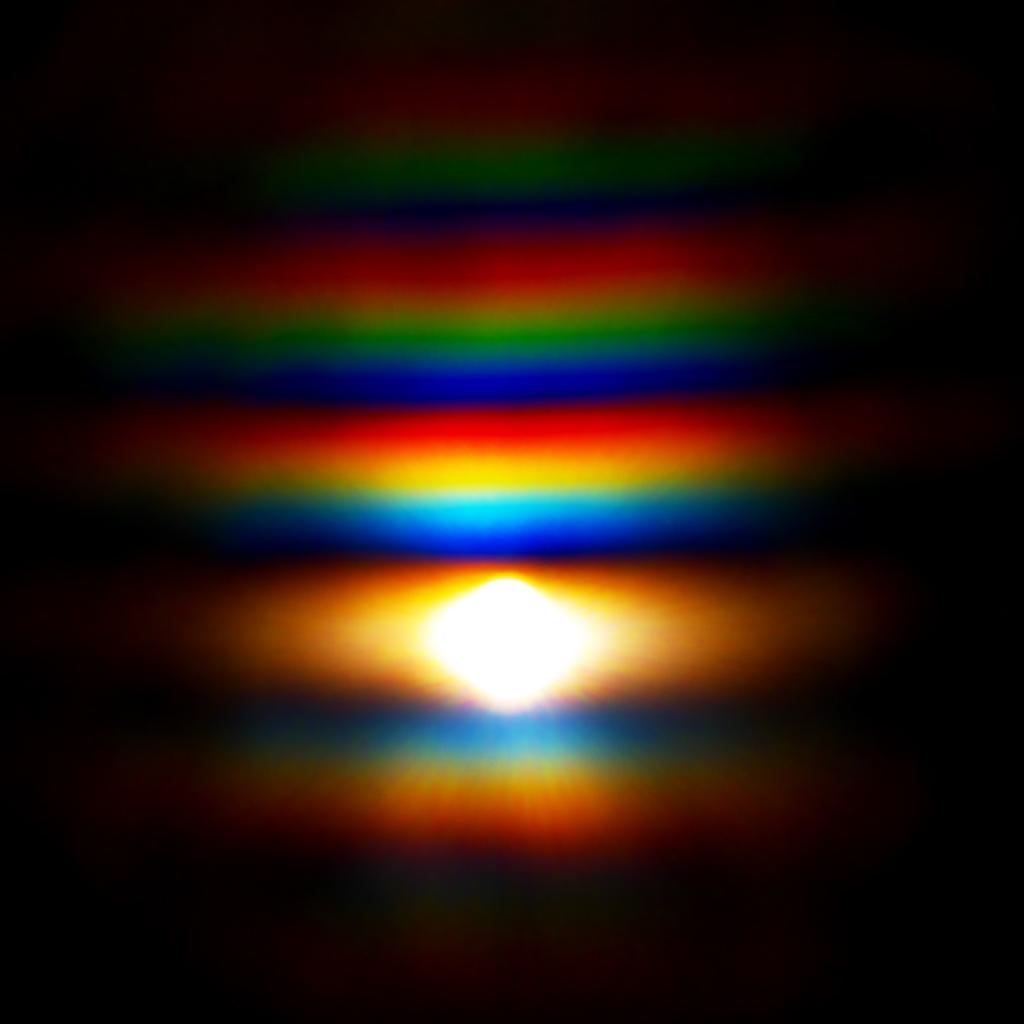
Lichtquelle unmittelbar am Objektiv der Kamera
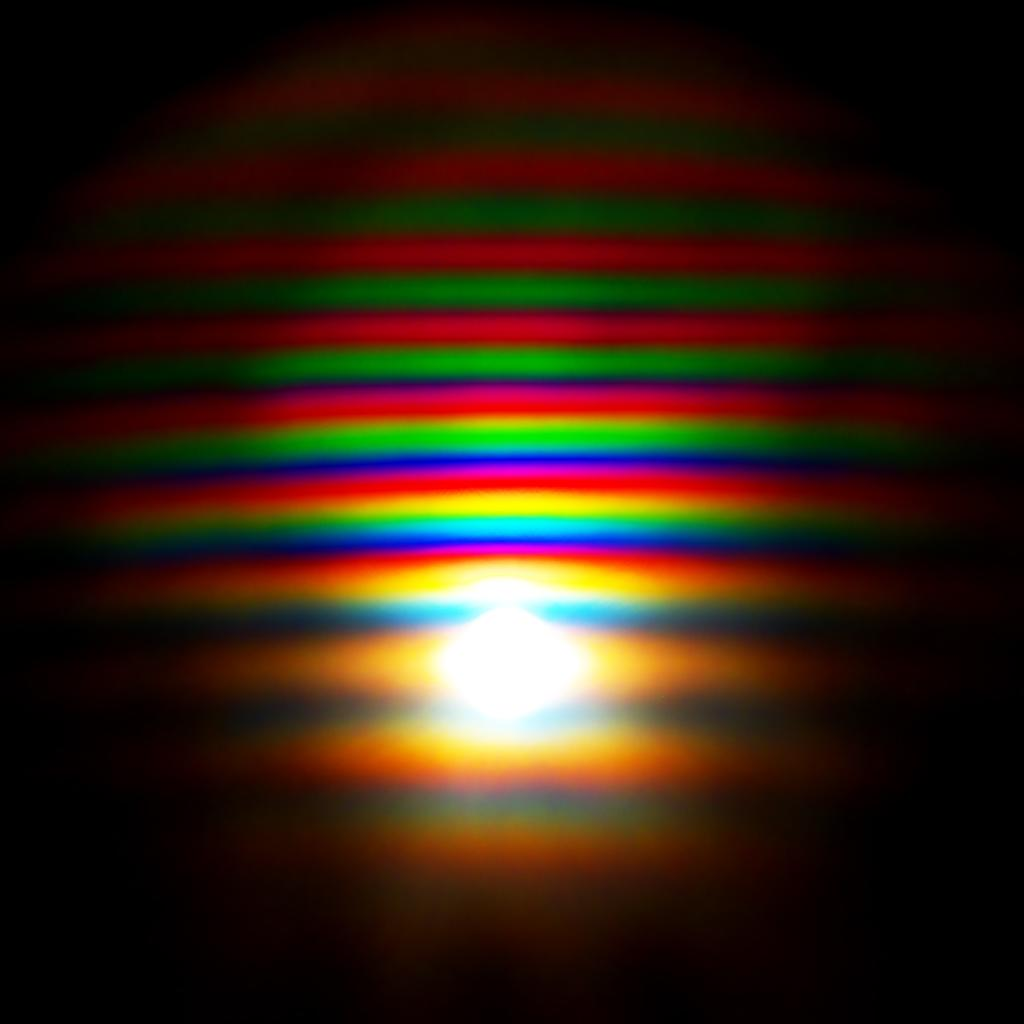
Lichtquelle zirka 10 Zentimeter neben Objektiv der Kamera
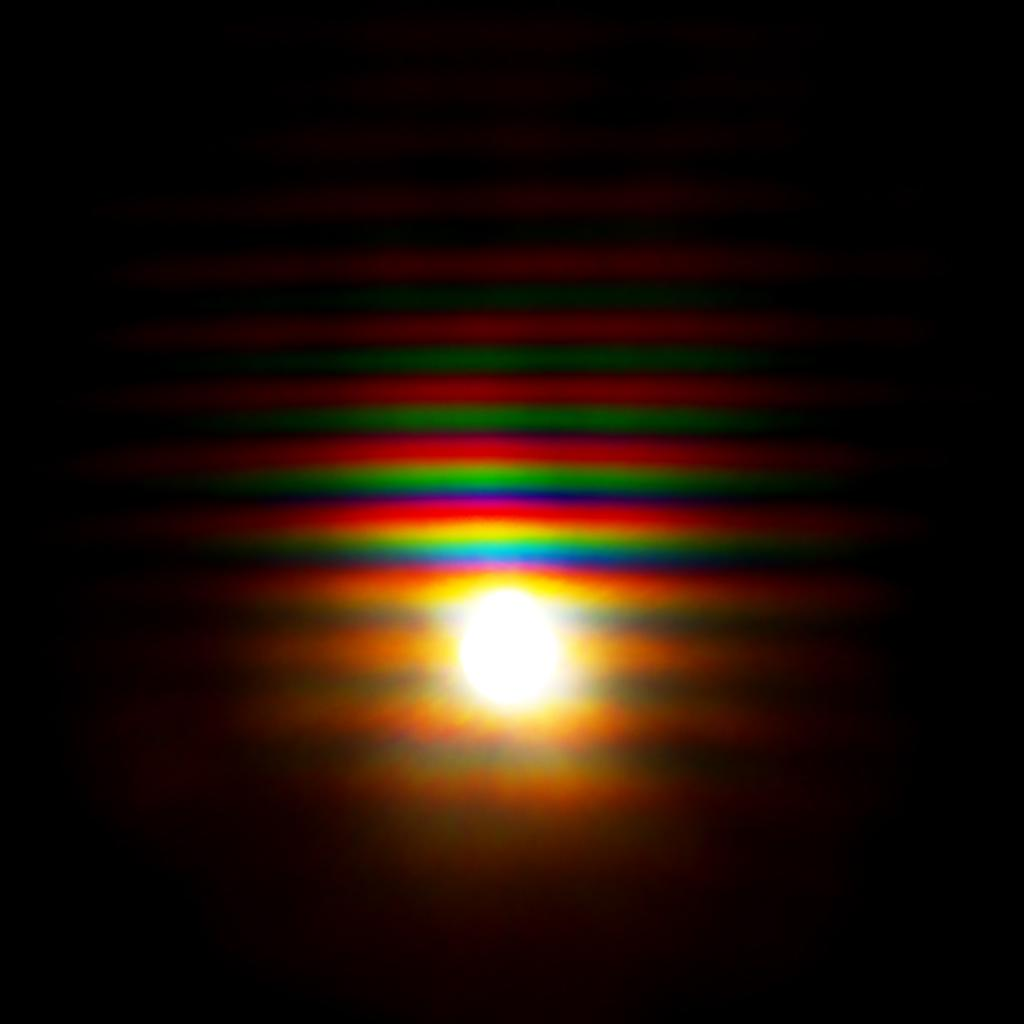
Lichtquelle zirka 25 Zentimeter neben dem Objektiv der Kamera
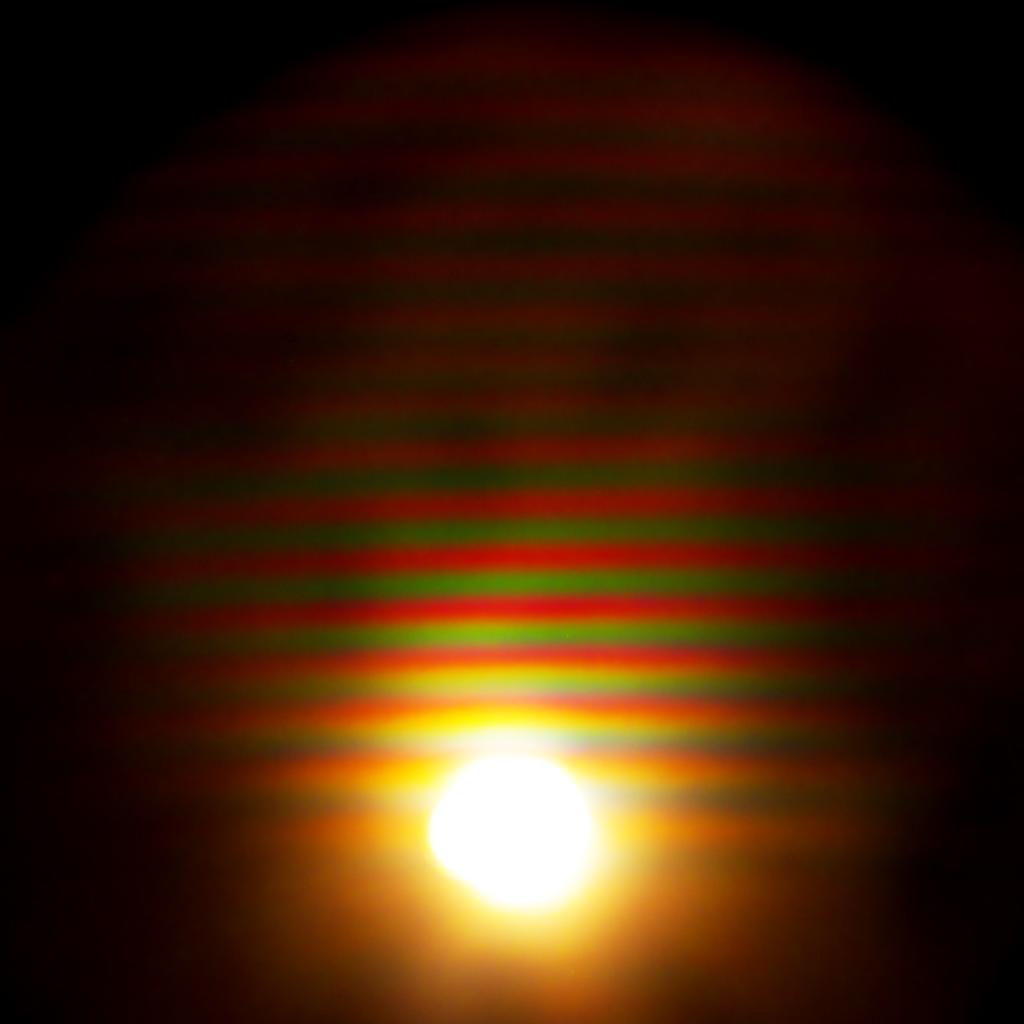
Lichtquelle zirka 50 Zentimeter neben dem Objektiv der Kamera

Queteletsche Ringe können zum Beispiel auch im Sonnenlicht auf geringfügig verunreinigten Wasseroberflächen beobachtet werden.